# Kljunaši
Kljunaši (znanstveno ime Ornithorhynchidae) so ena izmed zadnjih dveh še živečih družin v redu stokovcev, sesalcev, ki ležejo jajca. Druga družina so kljunati ježki (Tachyglossidae). So avstralski endemiti, ki večino časa preživijo v vodi.
Kljunaši so na prvi pogled zelo podobni bobrom, saj tako kot le-ti telesno maščobo shranjujejo v ploščatem, širokem repu. Oblika glave je podobna račji, njihovo telo pa je pokrito z gosto, temno dlako.
Med sesalci imajo najbolje razvito elektrocepcijo – plen zaznavajo s pomočjo elektroreceptorjev, s katerimi zaznajo električno polje, ki ga ta oddaja.
Samec ima na nartu zadnje noge ost, v kateri je žleza, ki izloča strup. Ta je za manjše živali smrtno nevaren, človeka pa za nekaj ur onesposobi.
Kljunaše ogroža onesnaženje voda, zato so na seznamu živali, ki bi bile v prihodnosti lahko ogrožene.
Unikatne značilnosti kljunaša so zanimive za raziskave evolucijskih biologov, hkrati pa je postal prepoznavna ikona Avstralije. Tam se namreč pojavlja kot maskota, vidimo pa ga lahko tudi na kovancu za 20 centov. Zaradi njegove edinstvenosti so ga v začetku 20. stoletja lovili zaradi krzna, sedaj pa je zaščiten na celotnem območju.